# Злаково-зерновое молоко
Зла́ково-зерново́е молоко́ — диетический прохладительный напиток в разновидностях растительного молока, получаемый из зёрен злаковых растений — издревле культивируемых и используемых в пищу человеком, — богатый природными растительными протеинами, жирами и углеводами, а также витаминами и минералами; изготавливается как промышленным способом, так и кустарным способом в домашних условиях — путём измельчения в ступе или в блендере зёрен, предварительно замоченных в воде и/или пророщенных.

## Особенности
Злаковое или злаково-зерновое молоко содержит большое количество пищевых волокон при отсутствии насыщенных жиров и, в отличие от обычного молока, не приводит к увеличению содержания холестерина в крови. Наряду с другими заменителями молока и сливок активно используется в вегетарианской кухне. Наиболее популярными типами злаково-зернового молока являются напитки на основе овса и риса. Помимо злаков, основой для приготовления растительного молока могут служить орехи и семена (как миндаль или тыквенное семя, и т. д.).

## Польза и вред
Злаково-зерновое молоко может быть полезным для людей с непереносимостью лактозы в коровьем молоке, но вредным аллергеном при непереносимости казеина и глютена. Среднесуточная норма потребления растительного молока — около 2-х стаканов. Из-за высокого содержания углеводов в основном сухом продукте, страдающим сахарным диабетом насыщенное концентрированное растительное молоко противопоказано.